# Chantal Kreviazuk

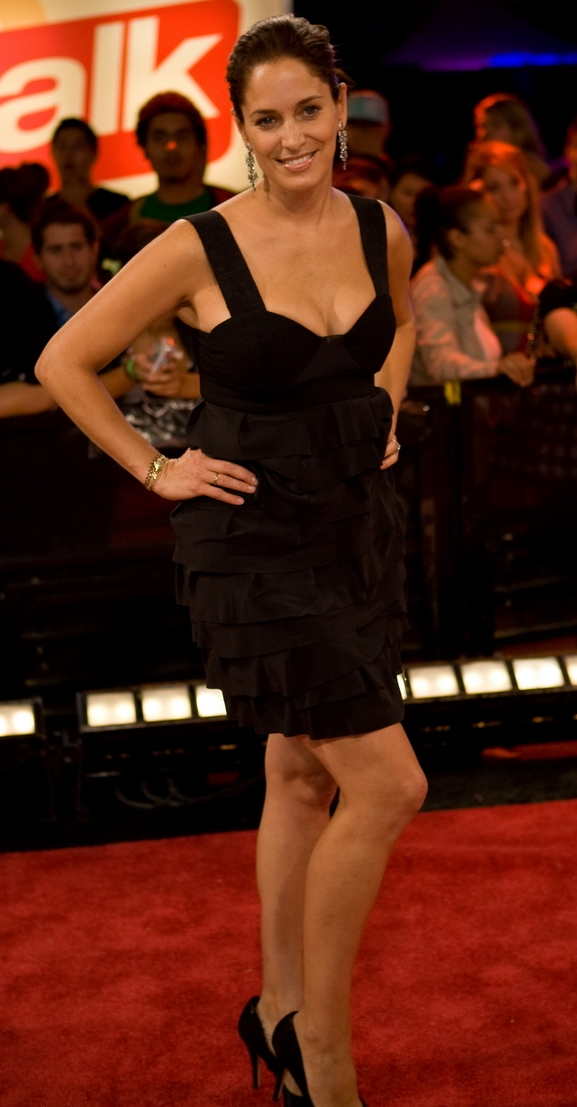
Chantal Kreviazuk (2008)

Chantal Thelma-Ramupriya Kreviazuk (* 18. Mai 1973 in Winnipeg, Manitoba) ist eine kanadische Rock- und Popmusikerin sowie Singer-Songwriter. Sie spielt Klavier.

## Leben
Ihr erstes Album Under These Rocks and Stones wurde 1997 veröffentlicht und erntete viel Lob von Kritikern und Musikliebhabern. 1998 landete sie ihren ersten internationalen Hit mit einer Coverversion von John Denvers Leaving on a Jet Plane im Soundtrack des Blockbusters Armageddon. Ihren nächsten großen Hit schaffte sie 2002 mit In This Life.
Im Dezember 1999 heiratete sie den Sänger Raine Maida von der kanadischen Alternative-Rock-Band Our Lady Peace. Sie ist Mutter dreier Söhne.

## Diskografie

### Alben
- Under These Rocks and Stones (1997)
- Colour Moving and Still (1999)
- What If It All Means Something (2002)
- Ghost Stories (2006)
- Plain Jane  (2009)
- Hard Sail (2016)
- Christmas is a Way of Life, my Dear (2019)
- Get to you (2020)

Mitwirkung bei:
- Avril Lavigne – Under My Skin (2004)
- Kelly Clarkson – Breakaway (2004)
- Diana DeGarmo – Blue Skies (2004)
- Gwen Stefani – Rich Girl (2005)
- The Veronicas – The Secret Life of The Veronicas (2005)
- Marion Raven – Here I Am (2005) und Set Me Free (2007)
- Cheyenne Kimball – The Day Has Come (2006)
- Joe Cocker – Hard Knocks (2010)
- Alex Max Band – Cruel One (2010)
- Drake – Take Care (2011)

### Singles
- God Made Me
- Believer
- Wayne
- Surrounded
- Leaving on a Jet Plane
- Before You
- Dear Life
- Souls
- Far Away
- In This Life
- Time
- Julia
- What If It All Means Something
- Ghosts of you
- All I can do
- Wonderful
- Ordinary people
- Invincible

### Soundtracks
- Leaving on a Jet Plane, in Armageddon (1998)
- Another Small Adventure, in Stuart Little (1999)
- Feels like home und Weight of the world, in How to lose a Guy in Ten Days
- These Days und I Want You to Know, in The Sisterhood of the Traveling Pants (2005)

Dazu kommen mehrere Songs in den Fernsehserien Charmed, Dawson’s Creek, Felicity und Smallville. Besondere Beachtung bei der Kritik fand der Song Time im Film Uptown Girls – Eine Zicke kommt selten allein.

## Filmografie
- Century Hotel (2001), als „Mary“
- Pretty Broken (2006), Kurzfilm; Drehbuchautorin, Produzentin und Schauspielerin
- Chantal Kreviazuk in This Life (2012)
- Kiss and Cry (2017)
- Welcome to Nowhere (2018)